# Distretto di Francoforte sull'Oder
Il distretto di Francoforte sull'Oder (Bezirk Frankfurt (Oder)) era uno dei 14 distretti in cui era divisa la Repubblica Democratica Tedesca, esistito dal 1952 al 1990.
Capoluogo era la città di Francoforte sull'Oder.

## Storia
Il distretto di Francoforte sull'Oder fu istituito il 25 luglio 1952 nell'ambito della nuova suddivisione amministrativa della Repubblica Democratica Tedesca (i nuovi distretti sostituivano le precedenti Regioni.
Il distretto fu ricavato dalla parte orientale dello stato del Brandeburgo.

## Suddivisione amministrativa
All'atto dell'istituzione, il distretto di Francoforte sull'Oder comprendeva 1 circondario urbano (Stadtkreis) e 9 circondari rurali (Landkreise):
- Circondari urbani
  - Francoforte sull'Oder (Frankfurt/Oder)
- Circondari rurali
  - Angermünde
  - Bad Freienwalde
  - Beeskow
  - Bernau
  - Eberswalde
  - Fürstenberg
  - Fürstenwalde
  - Seelow
  - Strausberg

### Variazioni amministrative
- 1953
  - Creato il circondario urbano di Stalinstadt
- 1961
  - Creato il circondario urbano di Schwedt/Oder
  - Circondario urbano di Stalinstadt ribattezzato Eisenhüttenstadt
  - Circondario di Fürstenberg ribattezzato circondario di Eisenhüttenstadt-Land